# Abdul Kádir Chán
Abdul Kádir Chán (1. dubna 1936, Bhópál, Indie – 10. října 2021, Islámábád, Pákistán) byl pákistánský jaderný vědec a metalurg, který bývá označován za zakladatele pákistánského jaderného programu nebo nazýván „otcem pákistánské atomové bomby“.
Chán se narodil v Indii, ale v jeho rodina se v roce 1952 odstěhovala do Pákistánu. V roce 1960 ukončil bakalářské studium metalurgie na univerzitě v Karáčí. V 1967 se stal inženýrem na technické univerzitě v nizozemském Delftu. Chán jako nadaný vědec absolvoval postgraduální studium v Belgii, kde na Katolické univerzitě v Lovani v roce 1972 získal titul Ph.D. V 70. let 20. století pracoval v Nizozemsku ve firmě, která se zabývala obohacováním uranu a které ukradl tajné dokumenty, s nimiž uprchl do Pákistánu.